# Pseudogoera singularis
Pseudogoera singularis là một loài Trichoptera trong họ Odontoceridae. Chúng phân bố ở miền Tân bắc.